# Maylis de Kerangal
Maylis de Kerangal (Toulon, 16 de juny de 1967) és una escriptora francesa.

## Biografia
De petita va viure a Le Havre, després va estudiar història i filosofia a Rouen i París. Va treballar en Éditions Gallimard (secció infantil i juvenil, del 1991 al 1996), i després va continuar la seva formació en ciències socials als Estats Units d'Amèrica.
Va decidir escriure la seva primera novel·la l'any 2000 i des de llavors es dedica plenament a l'escriptura. Una de les seves obres més conegudes és Naissance d'un pont (2010), finalista del Premi Goncourt, guanyadora del Premi Médicis i traduïda a molts idiomes.
L'any 2014 rep el Gran Premi de literatura Henri-Gal de l'Acadèmia francesa pel conjunt de la seva obra. La seva novel·la Réparer les vivants va rebre el Premi Wellcome 2017.

### Novel·la
- Je marche sous un ciel de traîne, Paris, Éditions Verticales, 2000, 222 p. ISBN 9782843350641
- La Vie voyageuse, Paris, Éditions Verticales, 2003, 240 p. ISBN 978-2843351617
- Ni fleurs ni couronnes, Paris, Éditions Verticales, 2006, 135 p. ISBN 9782070777204
- Dans les ràpides, Paris, Éditions Naïve, 2007, 111 p. ISBN 978-2350210865
- Corniche Kennedy, Paris, Éditions Verticales, 2008, 177 p. ISBN 9782070122196
- Naissance d'un pont, Paris, Éditions Verticales, 2010, 320 p. ISBN 978-2070130504 – Premi Médicis 2010 i Premi Franz Hessel 2010
- Tangente vers l'est, Paris, Éditions Verticales, 2012, 134 p. ISBN 9782070136742 – Premi Landerneau 201217
- Réparer les vivants, Éditions Verticales, 2013, 281 p. ISBN 9782070144136 – Grand prix RTL-Lire 2014; Premi France Culture/Télérama 2014; Premi Orange du Livre 2014. Traduïda al català per Jordi Martín Lloret i publicada a Angle Editorial el febrer de 2015 amb el títol de Reparar els vius. En castellà, la publica Anagrama i la tradueix Javier Albiñana. Tracta sobre el trasplantament, i les associacions pro donació d'òrgans l'han presa com una estendard per defensar les seves idees.[7] El 2 juliol de 2015 obté el Premi Llibreter 2015 en la categoria d'"Altres literatures".
- À ce stade de la nuit, Paris, Éditions Guérin, 2014, 80 p. ISBN 978-2-35221-098-6
- Lampedusa, Anagrama, 2016
- Canoës (Gallimard) ISBN 9782072945564

### Àlbums infantils
- Éditions Hélium. Nina et les oreillers, 2011, p. 28. ISBN 9782358510462.